# Krembangan (Gudo)
Krembangan is een bestuurslaag in het regentschap Jombang van de provincie Oost-Java, Indonesië. Krembangan telt 2885 inwoners (volkstelling 2010).